# Robert Hall
Robert K. Hall var en officer i nationalgarden i North Dakota. Han ledede tropper under det strategisk vigtige slag om Guadalcanal og bidrog væsentligt til den amerikanske sejr i Slaget om Henderson Field.

## Før 2. Verdenskrig
I 1930'erne, som kaptajn i nationalgarden, var han kendt for sin seriøse holdning til træning. "Hall's erfaringer i 1. verdenskrig gjorde indtryk på folkene, og det samme gjorde hans seriøse adfærd og fåmælte natur."

## Guadalcanal
Som oberstløjtnant havde han kommandoen over 3. bataljon af 164. infanteri i Slaget om Henderson Field under Slaget om Guadalcanal. Hans regiment, som var en del af hærens Americal Division, var netop ankommet til Guadalcanal som en akut forstærkning og blev den første amerikanske hærenhed, som kom i kamp under 2. Verdenskrig. 

## Erindring
Kommandofællesskabet mellem Hall og Puller og deres sammenlagte bataljon studeres stadig på militære skoler. Efter slaget blev 164. infanteriregiment uformelt kaldt "The 164th Marines", og soldaterne i det blev budt velkommen på Marinekorpsets veteranstævner i mange år.